# Libro de Abdías
El Libro de Abdías (u Obadías, en algunas versiones latinoamericanas modernas, por influencia de la transliteración inglesa Obadiah) es un libro bíblico del Antiguo Testamento y del Tanaj hebreo. Pertenece a la colección llamada "Profetas Menores" por su poca extensión y se encuentra ubicado entre los libros de Amós y Jonás. Es el libro más breve del Antiguo Testamento, ya que cuenta con solo veintiún versículos en un único capítulo.

## Autor y fecha

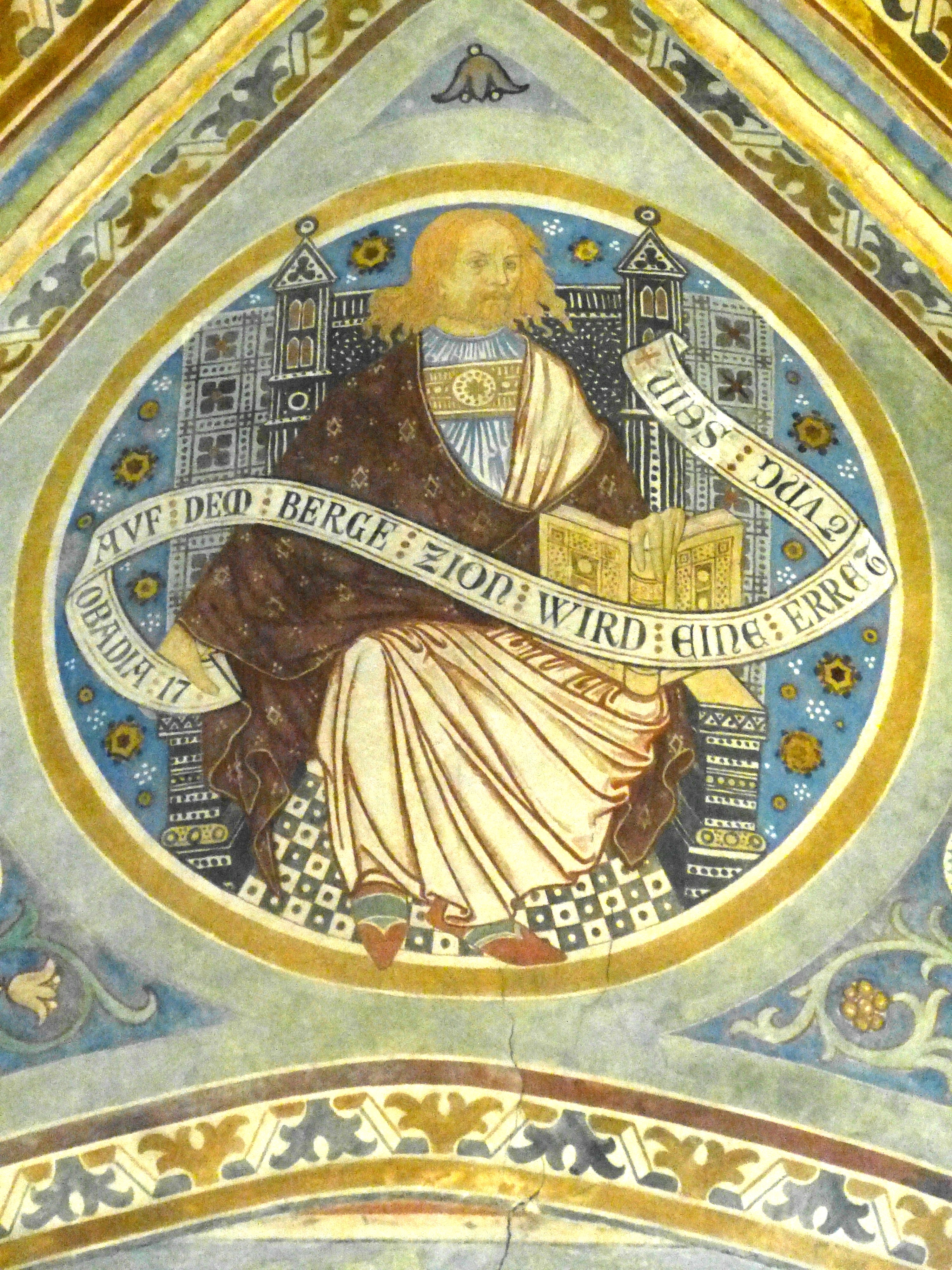
Bergen (Isla de Rügen). Iglesia de Santa María - Coro: Frescos (restaurados entre 1896 y 1903) que muestran al profeta bíblico Abdías con la cita: "En el monte Sión habrá liberación" (Abdías 17).

Se desconoce casi todo acerca del autor del libro. Según ciertos autores, el profeta Abdías habría sido un príncipe enviado por el rey Josafat para adoctrinar al pueblo  judío, junto con otros dos príncipes, en la Ley de Yahvéh. De acuerdo con esta hipótesis, la profecía de Abdías data de entre los años 848 y 841 a. C. Si esto es cierto, entonces el libro de Abdías muy bien puede ser consecuencia de la desastrosa campaña militar del rey Joram contra los idumeos.

## Contexto histórico
Ya desde tiempos de Esaú y Jacob era evidente la gran rivalidad que existía entre Israel y Edom. En tiempos de la monarquía hebrea, Edom ocupaba un lugar estratégico en la ruta hacia el importante puerto de Elat en el Mar Rojo, y ello ocasionó continuas peleas con los judíos, tal como se relata en II Crónicas, II Samuel y I y II Reyes. 
La enemistad entre ambos reinos generó una abundante literatura bíblica antiedomita (ejemplos de los cuales pueden leerse en Ezequiel, Salmos, Isaías, Jeremías y Amós), a la que pertenece la primera parte de Abdías. Este odio está marcado por la colaboración que los edomitas prestaron a Nabucodonosor II en la guerra hebreo-caldea, y, tras llevarse cautivos los caldeos a muchos judíos, los del Edom aprovecharon para ocupar sus territorios.
El libro de Abdías profetiza la venganza de Yahvéh contra Edom, que llegará en 312 a. C. con su conquista por parte de los árabes.

## División
El libro está dividido de la siguiente manera:
- Prólogo (1) en que se envía un mensajero a convencer a las naciones de marchar contra Edom;
- Juicio sobre Edom (2-10);
- Destrucción de la misma por su maldad (11-14); y
- "Día de Yahvéh": visión escatológica.

## Sentido religioso
El "Día de Yahvéh", como en otros libros del Tanaj, es la ejecución de una sentencia de Dios contra una nación, especie de proceso judicial en que la divinidad la juzga por sus crímenes y pecados y actúa en consecuencia.
Edom, como todos los demás países que bastardean los derechos humanos y divinos, son castigados de manera inexorable e inmediata. La venganza de Yahvéh (al igual que en el Libro de Nahum), es nacionalista, por contraposición al universalista Deuteroisaías.

## "Sefarad"
En el libro de Abdías (1:20) aparece por única vez en la Biblia el nombre de Sefarad.  Es lugar incierto, quizá identificable con Sardis o Sparda, sitos en la antigua Persia o Asia Menor.  Los exégetas judíos de la Biblia identificaron Sefarad con Hispania al menos desde el Targum de Jonatán, traducción al arameo de los libros proféticos realizada por Jonatán Ben Uziel, de cronología discutida, pero probablemente de época romana. A partir de ese momento será habitual en la literatura hebrea postbíblica referirse a la península con el nombre de Sefarad. Aparece en las obras de autores sefardíes como Isaac Abravanel y Salomón ben Verga.